# Xaquín Marín
Xoaquín Bieito Marín Formoso, más conocido como Xaquín Marín (Ferrol, 10 de octubre de 1943) es un historietista, humorista gráfico, dibujante e ilustrador español.

## Biografía
Destacan algunas tiras cómicas donde describe y critica con ironía la situación de la lengua gallega. Con más de 50 años de carrera, trabajó haciendo tiras en diarios nacionales e internacionales como La Codorniz, Hermano Lobo, Diario 16, Le Télégramme, Teima, A Nosa Terra, El Ideal Gallego o La Voz de Galicia.
Premiado en varias ocasiones, destacan el primer premio de la Bienal de Gabrovo y cuenta con dos premios Paleta de Agromán en su haber. Dirigió el Museo do Humor de Fene y en 2013 fue distinguido con el premio Bo e Xeneroso de la Asociación de Escritores en Lengua Gallega.

## Obra publicada

### Historieta y humor gráfico
- 2 viaxes, con Reimundo Patiño, 1975, Brais Pinto, Madrid.
- Ratas, 1977, Madrid. Segunda edición en 2006 en Edicións Embora.
- Gaspariño, 1978, Edicións do Rueiro.
- Alcacén para gaitas, 1980, Edicións do Castro.
- Gaspariño 2, 1982, Xerais.
- Dos pés á testa, 1986, Galaxia.
- Conta atrás, 1988, Edicións do Castro.
- Cen pés, 1996, Edicións do Castro.
- Feito á man, 1997, Junta de Galicia.
- Trinta e tantos con Xaquín Marín, 2001, edición do autor.
- Cen + cen pés, 2007, Embora.
- O lecer de Isolino, 2008, Embora.
- As dúas viaxes de Xaquín Marín, 2010, El Patito.

### Ensayo
- O ABC do cómic, 1995, Baía.

### Literatura infantil y juvenil
- Dragón rock, 1999, Casals.
- Malfeito bufón, 2003, Casals.
- Tartaruga, 2007, Baía.
- O traxe novo do emperador, 2007, Embora.

### Obras colectivas
- O humor en cadriños. Conversas con Siro, Xaquín Marín, Xosé Lois, Gogue y Pepe Carreiro, de Félix Caballero, 2012, Morgante.

## Premios
- Premios de la Crítica Galicia de Artes Plásticas e Visuais del año 2015.